# Wola Stanomińska
Wola Stanomińska – osada w Polsce położona w województwie kujawsko-pomorskim, w powiecie inowrocławskim, w gminie Dąbrowa Biskupia.

## Podział administracyjny
W latach 1975–1998 miejscowość administracyjnie należała do województwa bydgoskiego.

## Demografia
Według Narodowego Spisu Powszechnego (III 2011 r.) wieś liczyła 125 mieszkańców. Jest dwudziestą co do wielkości miejscowością gminy Dąbrowa Biskupia.

## Zabytki
Według rejestru zabytków NID na listę zabytków wpisany jest zespół dworski z pocz. XIX w., nr rej.: A/207/1-2 z 15.05.1987: dwór z ok. 1920-1925 i park.